# ملاقات با خطر
ملاقات با خطر (انگلیسی: Appointment with Danger) فیلمی در ژانر سرقت، درام، جنایی، و نوآر به کارگردانی لوئیس آلن است که در سال ۱۹۵۰ منتشر شد.

## بازیگران
- الن لاد
- پال استوارت
- جن استرلینگ
- جک وب
- هری مورگان
- گیگ یانگ
- سیمونا بانیفیس
- فرانک هاگنی